# قورباغه‌های برکه
رانا (سرده) (نام علمی: Rana) نام یک سرده از تیره قورباغه‌های اصلی است.